# Anabela (cantora portuguesa)
Anabela Braz Pires (Cova da Piedade, Almada, 22 de setembro de 1976) é uma conhecida cantora e actriz de teatro musical português, mais conhecida pelo seu primeiro nome, Anabela.
Tornou-se conhecida do grande público por ter representado Portugal no Festival Eurovisão da Canção, pelos seus trabalhos como cantora a solo e também pelas mais variadas peças que protagonizou no teatro musical, colaborando com o encenador Filipe La Féria. Numa entrevista de 2006 à revista Selecções do Reader's Digest, Anabela brincou com a situação dizendo que tinha passado da "menina do festival" para a "menina do La Féria".

## Infância e início de carreira
Anabela nasceu na Cova da Piedade, no distrito de Setúbal, sendo a mais nova de 3 irmãos. Começou a cantar mais a sério com 8 anos de idade, participando em vários festivais infantis e juvenis. Com 11 anos de idade, lança o seu primeiro single intitulado Rock do Amor. Em 1989, com 12 anos, representou Portugal no Festival Internacional da UNICEF, realizado nos Países Baixos, onde conquistou o segundo lugar e onde recebeu o Danny Kaye Award pela Melhor Interpretação com a canção "Nova Mensagem de Amor". Neste certame, tem a honra e o privilégio de conhecer a famosa actriz Audrey Hepburn e o cantor Julio Iglesias. No mesmo ano venceu a Grande Noite do Fado.

## Carreira musical
Em 1991 participou no Festival Internacional da Canção de Sopot, na Polónia. Lançou os seus primeiros álbuns, em 1991 e 1992, denominados Anabela e Encanto. Em Julho de 1992 participa no Festival CESME realizado na Turquia.

### 1993:Festival RTP da Cançãoe Eurovisão
Em 1993, com apenas 16 anos, venceu o Festival RTP da Canção e representou Portugal no Festival Eurovisão da Canção 1993, em Millstreet, Irlanda; com a canção "A cidade (até ser dia)".  A canção A Cidade (Até Ser Dia) foi o primeiro single do seu terceiro álbum, com o mesmo nome. Esta canção é uma das mais ouvidas nas rádios portuguesas no ano de 1993.

### 1996–2002: Trabalho solo e estreia no teatro musical
O seu quarto álbum, lançado em 1996, chama-se Primeiras Águas. A música de maior sucesso foi "Avenidas" da autoria de Clara Pinto Correia e Rui Veloso. Foi o seu primeiro disco na editora Movieplay. Naquele ano também participou no musical infantil Jasmim ou o Sonho do Cinema de Filipe La Féria.
Em 1999, Anabela voltou a trabalhar com La Féria no musical Koko. Ainda nesse ano foi lançado o álbum Origens, novamente para a Movieplay.
Em 2000 colaborou com o músico galego Carlos Núñez em quatro faixas do álbum maio Longo, lançado pelo músico; e participou na digressão internacional, a qual durou dois anos e meio. Em 2002 continuou a parceria com La Féria, interpretando a protagonista Eliza Doolittle da produção portuguesa de My Fair Lady.

### 2005: Álbum experimental
Em 2005 lançou novo álbum, Aether, com a produção de Carlos Maria Trindade, No disco interpretou poemas de poetas portugueses como Florbela Espanca, Fernando Pessoa, Manuel Alegre e José Carlos Ary dos Santos. Foi lançada uma versão desse álbum em Espanha pela Resistencia Records Em Março de 2006 apresentou-se em três concertos especiais na Espanha e dois nos Açores, exibindo algumas das canções presentes no álbum Aether.

### 2006–2008:Música no Coração
Em 2006, Anabela e Lúcia Moniz alternaram na interpretação da personagem Maria do musical Música no Coração, a produção portuguesa de The Sound of Music, no Teatro Politeama em Lisboa.

### 2008:Jesus Cristo Superstar
Fazendo uma pausa de menos de um mês, Anabela retornou para o palco em 30 de Maio de 2008, no Teatro Politeama em Lisboa, trabalhando mais uma vez com La Féria. Ela fez o papel de Maria Madalena em Jesus Cristo Superstar, a produção lisboeta de Jesus Christ Superstar. Por todo o mês de agosto de 2008 apresentaram o musical em Portimão no Algarve
O álbum Nós foi editado em 2010. O disco inclui versões de clássicos das décadas de 1950, 1960 e 1970 como "Só Nós Dois", "Pensando Em Ti", "Lisboa À Noite", "De Degrau Em Degrau", "Ontem, Hoje E Amanhã", "Ele E Ela", "Vou Levar Te Comigo", "Adeus Tristeza", "A Festa Da Vida", "Eu Só Quero", "Vinte Anos" ou "E Depois Do Adeus".
Em fevereiro de 2015 é lançado o disco Casa Alegre. O álbum é constituído por doze temas de autores como Tiago Torres da Silva, Miguel Gameiro, Pedro Silva Martins e Cátia Oliveira que assina seis temas. Walter Rolo é o autor de seis composições, e registam-se ainda as autorias de Manuel Graça Pereira e a recuperação de uma melodia do guitarrista Amadeu Rami, para um poema de Diogo Clemente.
Casou-se em março de 2015 com Vítor Esteves na Igreja Matriz de Loures. Em maio de 2017 revelou que estava grávida.

## Discografia
- Anabela (Discossete, 1991)
- Encanto (Discossete, 1992)
- A Cidade (Até Ser Dia) (Discossete, 1993)
- Primeiras Águas (Movieplay, 1996)
- Origens (Movieplay, 1998)
- Aether (Elec3city, 2005)
- Encontro (Zona Música, 2006) (álbum em dueto com o tenor Carlos Guilherme)
- Nós (iPlay, 2010)
- Anabela, CD compilação com 12 temas, integrado na coleção "Vozes de Coração"), Oeiras, Levoir, 2013, distribuído com o jornal "Correio da Manhã"
- Casa Alegre (Full Of Stars, 2015)

## Filmografia (Televisão)
| Ano         | Projeto                       | Papel             | Notas                                                  | Canal |
| ----------- | ----------------------------- | ----------------- | ------------------------------------------------------ | ----- |
| 1992        | Grande Noite                  | Vários papéis     | Atriz Convidada                                        | RTP1  |
| 1992        | Cinzas                        | Susana            | Elenco Adicional                                       | RTP1  |
| 1993        | Festival RTP da Canção 1993   | Ela Própria       | Concorrente (vencedora)                                | RTP1  |
| 1995        | Cabaret                       | Vários papéis     | Atriz Convidada                                        | RTP1  |
| 1996        | Todos ao Palco                | Vários papéis     | Atriz Convidada                                        | RTP1  |
| 1996        | Saudades do Futuro            | Cantora           | Participação Especial (Filme de televisão)             | RTP1  |
| 2001        | Alves dos Reis, Um Seu Criado | Laurinda          | Elenco Adicional                                       | RTP1  |
| 2001        | Sábado à Noite                | Vários papéis     | Atriz Convidada                                        | RTP1  |
| 2013        | Dancin' Days                  |                   | Elenco Adicional                                       | SIC   |
| 2013 - 2016 | Os Nossos Dias                | Tatiana Rodrigues | Elenco Principal                                       | RTP1  |
| 2014        | Táxis d’Os Nossos Dias        | Tatiana Rodrigues | Elenco Principal (Peça de teatro emitida em televisão) | RTP1  |
| 2023        | Estrelas ao Sábado            | Ela Própria       | Jurada convidada                                       | RTP1  |
| 2024        | Estrelas ao Sábado            | Ela Própria       | Jurada substituta, na ausência de Mónica Sintra        | RTP1  |
| 2025        | A Máscara (5.ª temporada)     | Relógio           | Concorrente                                            | SIC   |
| 2025        | Funtástico                    | Ela Própria       | Jurada convidada                                       | TVI   |